# Thomas Ortega
Thomas Sebastián Ortega (6 de diciembre de 2000) es un futbolista profesional argentino que juega como defensor en CS Independiente Rivadavia de la Primera División de Argentina.

## Carrera profesional
El 8 de enero de 2020, Ortega firmó su primer contrato profesional con Independiente. Hizo su debut profesional con el club en una derrota por 1-0 de la Liga Profesional de Fútbol Argentino frente a Racing Club el 9 de febrero de 2020.

## Estadísticas

### Clubes
| Independiente Argentina                                                                                                 | 1.ª           | 2019-20       | 1  | — | — | 6  | — | — | 1 | — | — | 8  | 0 | 0 |
| Independiente Argentina                                                                                                 | 1.ª           | 2021          | 15 | — | 1 | 7  | — | 1 | 5 | — | — | 27 | 0 | 2 |
| Independiente Argentina                                                                                                 | 1.ª           | 2022          | 0  | 0 | 0 | 3  | 0 | 0 | 0 | 0 | 0 | 3  | 0 | 0 |
| Independiente Argentina                                                                                                 | Total club    | Total club    | 16 | 0 | 1 | 16 | 0 | 1 | 6 | 0 | 0 | 38 | 0 | 2 |
| Total carrera | Total carrera | Total carrera | 16 | 0 | 1 | 16 | 0 | 1 | 6 | 0 | 0 | 38 | 0 | 2 |
| (1) Incluye datos de Copa Argentina, Copa de la Superliga y Copa de la Liga. (2) Incluye datos de la Copa Sudamericana. |               |               |    |   |   |    |   |   |   |   |   |    |   |   |